# リッキー・スター
リッキー・スター（Ricki Starr、本名：Bernard Herman、1931年 - 2014年9月30日）は、アメリカ合衆国のプロレスラー。ミズーリ州セントルイス出身。生年は1929年ともされる。
バレエの下地を持つことをギミックに取り入れ、バレエシューズを履いてリングに上がり、つま先でターンをした後、ジャンプして相手にドロップキックを放つなどの攻撃を見せた。

## 来歴
幼少期にバレエのダンサーを目指したが、断念し高校からアマチュアレスリングとボクシングを始めた。
1952年にシカゴでプロレス入り。アクロバチックなファイトを売り物とするベビーフェイスとして、セントルイス地区やテキサスのダラス地区およびアマリロ地区を主戦場とした。
1953年2月17日にはダニー・マクシェーンの持つNWA世界ジュニアヘビー級王座に挑戦。1953年4月24日にはレイ・ガンケルと組んでブラック・グズマン&リト・ロメロのメキシコ組を破りNWAテキサス・タッグ王座を奪取。
1957年8月1日と15日にはワシントンにて日系レスラーのオーヤマ・カトーと柔道ルールで試合を行った。日系レスラーでは、トーキョー・ジョー、ミスター・モト、プロフェッサー・ヒロとの対戦経験もある。
1962年12月18日にはカリフォルニアにてザ・デストロイヤーが保持していたWWA世界ヘビー級王座に挑戦、翌1963年1月8日にも再挑戦している。1963年7月19日にはヒューストンでサイクロン・ネグロと組み、クルト&カールのフォン・ブラウナー兄弟を破りNWA世界タッグ王座（テキサス版）を奪取した。
バレエで鍛えた柔軟性と身の軽さで活躍したが、大型選手が多いアメリカでは体格面で劣るためシングルでは芽が出ず、1964年頃からイギリスを拠点とするようになった。以降、オーストリア、ドイツ、メキシコでも試合を行った。
キャリア末期の1975年は、5月9日にメキシコで国際プロレスの若手選手だったゴロー・タナカこと鶴見五郎と組んで6人タッグマッチに出場。同年9月にはドイツにて、同じく国際プロレスの八木宏こと剛竜馬とタッグを組んでいる。
2014年9月30日死去。83歳没。

## 得意技
- スタンディング・ムーンサルト[1]
- ローリング・クラッチ・ホールド[2]

## 獲得タイトル
- NWAテキサス・タッグ王座：3回（w / レイ・ガンケル）[7]
- NWA世界タッグ王座（テキサス版）：1回（w / サイクロン・ネグロ）[11]
- NWAウエスタン・ステーツ・タッグ王座：1回（w / ロード・アルフレッド・ヘイズ）[14]